# Ботнарьов Андрій Михайлович
Андрій Михайлович Ботнарьов (Ботнарєв) (30 листопада 1906, село Троїцьке, тепер селище Луганської області — ?) — український радянський діяч, голова Житомирського міськвиконкому.

## Життєпис
Член ВКП(б).
З жовтня 1941 по березень 1946 року — в Червоній армії, учасник німецько-радянської війни з вересня 1942 року. Служив у 13-му військово-будівельному районі військово-будівельного управління Головного дорожнього управління Червоної армії. На 1943 рік — командир 55-го військово-дорожнього загону 5-го військово-дорожнього управління Головного дорожнього управління Червоної армії. Будував дороги на Сталінградському, Південному, 4-му Українському фронтах.
У 1946 — листопаді 1948 року — заступник секретаря Житомирського  обласного комітету КП(б)У із будівництва і будівельних матеріалів.
У 1950 — 1952 (офіційно по березень 1953) року — голова виконавчого комітету Житомирської міської ради депутатів трудящих.
На 1953 рік — начальник Київського міжобласного управління механізації будівельних робіт.
Подальша доля невідома.

## Звання
- старший технік-лейтенант

## Нагороди
- медаль «За бойові заслуги» (5.11.1943)
- медаль «За трудову доблесть» (23.01.1948)